# Bruchophagus
Genre
Bruchophagus est un genre d'insectes hyménoptères de la famille des Eurytomidae. Ces espèces parasitent des graines de plantes, particulièrement les Asphodèles.

## Biologie
Les espèces du genre Bruchophagus s'attaquent principalement aux graines des plantes qu'ils parasitent. Dans le sud de la France, ils s'attaquent aux capsules des Asphodèles.

## Liste des espèces
Selon GBIF (30 juin 2023) :
- Bruchophagus abnormis Zerova, 1984
- Bruchophagus abscedus Askew, 2019
- Bruchophagus acaciae (Cameron, 1910)
- Bruchophagus albivena (Girault, 1925)
- Bruchophagus annamalaicus Narendran, 1994
- Bruchophagus apoorvus Narendran, 1994
- Bruchophagus asphodelinae Delvare, Escolà, Stojanova, Benoit, Lecomte & Askew, 2019
- Bruchophagus astragali Fedoseeva, 1954
- Bruchophagus ater (Walker, 1832)
- Bruchophagus bajariae (Erdös, 1957)
- Bruchophagus beijingensis Fan & Liao, 1991
- Bruchophagus binotatus (Ashmead, 1900)
- Bruchophagus borealis Ashmead, 1894
- Bruchophagus brachyscelidis (Cameron, 1912)
- Bruchophagus brasiliensis (Ashmead, 1904)
- Bruchophagus brevipetiolatus (Girault, 1915)
- Bruchophagus bruchophagoides (Girault, 1925)
- Bruchophagus capitaticornis (Girault, 1924)
- Bruchophagus caucasicus
- Bruchophagus cecili (Girault, 1929)
- Bruchophagus chauceri (Girault, 1935)
- Bruchophagus ciriventris Fan & Liao, 1991
- Bruchophagus clelandi (Cameron, 1912)
- Bruchophagus coluteae (Boucek, 1954)
- Bruchophagus coronillae Erdelyi & Szelenyi, 1975
- Bruchophagus davidi (Girault, 1927)
- Bruchophagus dorycnii Zerova, 1970
- Bruchophagus eleuther (Walker, 1839)
- Bruchophagus evolans Szelenyi, 1961
- Bruchophagus fellis (Girault, 1928)
- Bruchophagus filisilvae (Girault, 1927)
- Bruchophagus gibbus (Boheman, 1836)
- Bruchophagus gijswijti Askew & Ribes, 2019
- Bruchophagus glycyrrhizae (Nikol'skaya, 1952)
- Bruchophagus grassius Narendran, 1994
- Bruchophagus grewiae Narendran, 1994
- Bruchophagus grisselli McDaniel & Boe, 1991
- Bruchophagus haydni (Girault, 1933)
- Bruchophagus hedysari Fedoseeva, 1956
- Bruchophagus hippocrepidis Zerova, 1969
- Bruchophagus houardi (Risbec, 1957)
- Bruchophagus houstoniai Narendran, 1994
- Bruchophagus huangchei Liao & Fan, 1987
- Bruchophagus incrassatus (Thomson, 1876)
- Bruchophagus indigoferae (Risbec, 1951)
- Bruchophagus insulare Delvare, 2019
- Bruchophagus interior Neser & Prinsloo, 2004
- Bruchophagus intermedius (Thomson, 1876)
- Bruchophagus justitia (Girault, 1915)
- Bruchophagus kononovae Zerova, 1994
- Bruchophagus lecomtei Delvare, 2019
- Bruchophagus luteobasis (Girault, 1931)
- Bruchophagus lyubai Narendran, 1994
- Bruchophagus macronycis Fedoseeva, 1956
- Bruchophagus maeterlincki (Girault, 1915)
- Bruchophagus mandelai Narendran, 1994
- Bruchophagus manii Narendran, 1994
- Bruchophagus maurus (Boheman, 1836)
- Bruchophagus medicaginis Zerova, 1992
- Bruchophagus mellipes Gahan, 1919
- Bruchophagus mexicanus Ashmead, 1894
- Bruchophagus microphtholmus (Thomson, 1876)
- Bruchophagus mongolicus Fan & Liao, 1991
- Bruchophagus muli Boucek & Brough, 1985
- Bruchophagus murrayi (Girault, 1929)
- Bruchophagus mutabilis Nikol'skaya, 1952
- Bruchophagus natheni Narendran, 1994
- Bruchophagus neepalensis Narendran, 1994
- Bruchophagus negriensis Narendran, 1994
- Bruchophagus niger (Girault, 1913)
- Bruchophagus niger (Girault, 1915)
- Bruchophagus nigrinotatus (Girault, 1915)
- Bruchophagus noctua Girault, 1917
- Bruchophagus noyesi Narendran, 1994
- Bruchophagus ollenbachi Mani & Kaul, 1974
- Bruchophagus ononis (Mayr, 1878)
- Bruchophagus opus (Girault, 1913)
- Bruchophagus orarius Neser & Prinsloo, 2004
- Bruchophagus oxytropidis Zerova, 1978
- Bruchophagus peethavarnus Narendran, 1994
- Bruchophagus pidytes (Walker, 1839)
- Bruchophagus platypterus (Walker, 1834)
- Bruchophagus ponticus Zerova, 1994
- Bruchophagus prathiaegus Narendran, 1994
- Bruchophagus pseudobeijingensis Fan & Liao, 1991
- Bruchophagus quadriguttatus (Girault, 1915)
- Bruchophagus queenslandensis (Girault, 1914)
- Bruchophagus quinlani Narendran, 1994
- Bruchophagus ravola (Walker, 1839)
- Bruchophagus rexus Narendran, 1995
- Bruchophagus ribesi Askew, 2019
- Bruchophagus robiniae Zerova, 1970
- Bruchophagus roddi Gussakovskiy, 1933
- Bruchophagus rostandi (Girault, 1915)
- Bruchophagus saxatilis Zerova, 1975
- Bruchophagus scaposus (Szelenyi, 1974)
- Bruchophagus sculptus (Ashmead, 1887)
- Bruchophagus secundus (Girault, 1915)
- Bruchophagus sensoriae Chen, 1999
- Bruchophagus seravschanicus Zerova, 1972
- Bruchophagus seyali (Risbec, 1951)
- Bruchophagus shonagatrus Narendran, 1994
- Bruchophagus shonanethrus Narendran, 1994
- Bruchophagus silvensis (Girault, 1915)
- Bruchophagus smirnoviae Nikol'skaya, 1955
- Bruchophagus sophorae Crosby & Crosby, 1929
- Bruchophagus soror (Girault, 1915)
- Bruchophagus spotus Narendran, 1994
- Bruchophagus striatifemur (Girault, 1929)
- Bruchophagus subsulcatus (Thomson, 1876)
- Bruchophagus tagorei Narendran, 1994
- Bruchophagus tasmanicus (Cameron, 1912)
- Bruchophagus tasmaniensis (Girault, 1926)
- Bruchophagus tauricus Zerova, 1975
- Bruchophagus terrae (Girault, 1929)
- Bruchophagus timaspidis (Mayr, 1904)
- Bruchophagus trigonellae Zerova, 1970
- Bruchophagus verbasci (Erdös, 1969)
- Bruchophagus vignae (Risbec, 1951)
- Bruchophagus virginicus (Girault, 1915)
- Bruchophagus volux (Walker, 1839)
- Bruchophagus vulgaris (Girault, 1913)
- Bruchophagus yasumatsui Narendran, 1994

## Systématique
Le nom valide complet (avec auteur) de ce taxon est Bruchophagus Ashmead, 1888.
Bruchophagus a pour synonymes :
- Eurysystole Girault, 1913
- Parabruchophagus Zerova, 1992
- Phylloxeroxenoides Girault, 1913
- Systolodes Ashmead, 1888